# Beemdkroon
Beemdkroon (Knautia arvensis) is een plant uit de kamperfoeliefamilie (Caprifoliaceae). De soort staat op de Nederlandse Rode lijst van planten als algemeen voorkomend, maar sterk in aantal afgenomen. Beemdkroon komt van nature voor in Europa en Azië.
Beemdkroon is een vaste plant. De plant wordt 15-60 cm lang en heeft grijsgroene bladeren. De onderste bladeren heel en de bovenste veerspletig. Beemdkroon heeft een vertakte wortelstok (rizoom) en soms ook uitlopers.
De stengel is door zeer korte haren grijs en door de langere haren stijf behaard. Beemdkroon bloeit met lila bloemen vanaf april tot in de herfst. Ook komen soms witte of gele bloemen voor.

## Ecologie
De bloemen bevatten veel nectar waar zowel dagvlinders als honingbijen en hommels op af komen. Er is een solitaire bij, de zeldzame knautiabij (Andrena hattorfiana), die afhankelijk is van deze plant. Ook de zeer zeldzame knautiawespbij (Nomada armata) wordt op beemdkroon gezien, deze wespbij parasiteert op de knautiabij.
Beemdkroon komt voor in bermen en op dijken met vochtige, kalkhoudende grond, maar ook in de binnenduinrand en langs randen met struikgewas is de plant soms te vinden. Elders groeit de plant ook wel in weiden en houtwallen. Ze wordt in Nederland vaak toegevoegd aan zaadmengsels van 'wilde bloemen'.

## Plantengemeenschap
Beemdkroon is een indicatorsoort voor het mesofiel hooiland (hu) subtypes Glanshavergrasland en Kamgrasgrasland, een karteringseenheid in de Biologische Waarderingskaart (BWK) van Vlaanderen en het Brussels Hoofdstedelijk Gewest.